# خور (جغرافیا)

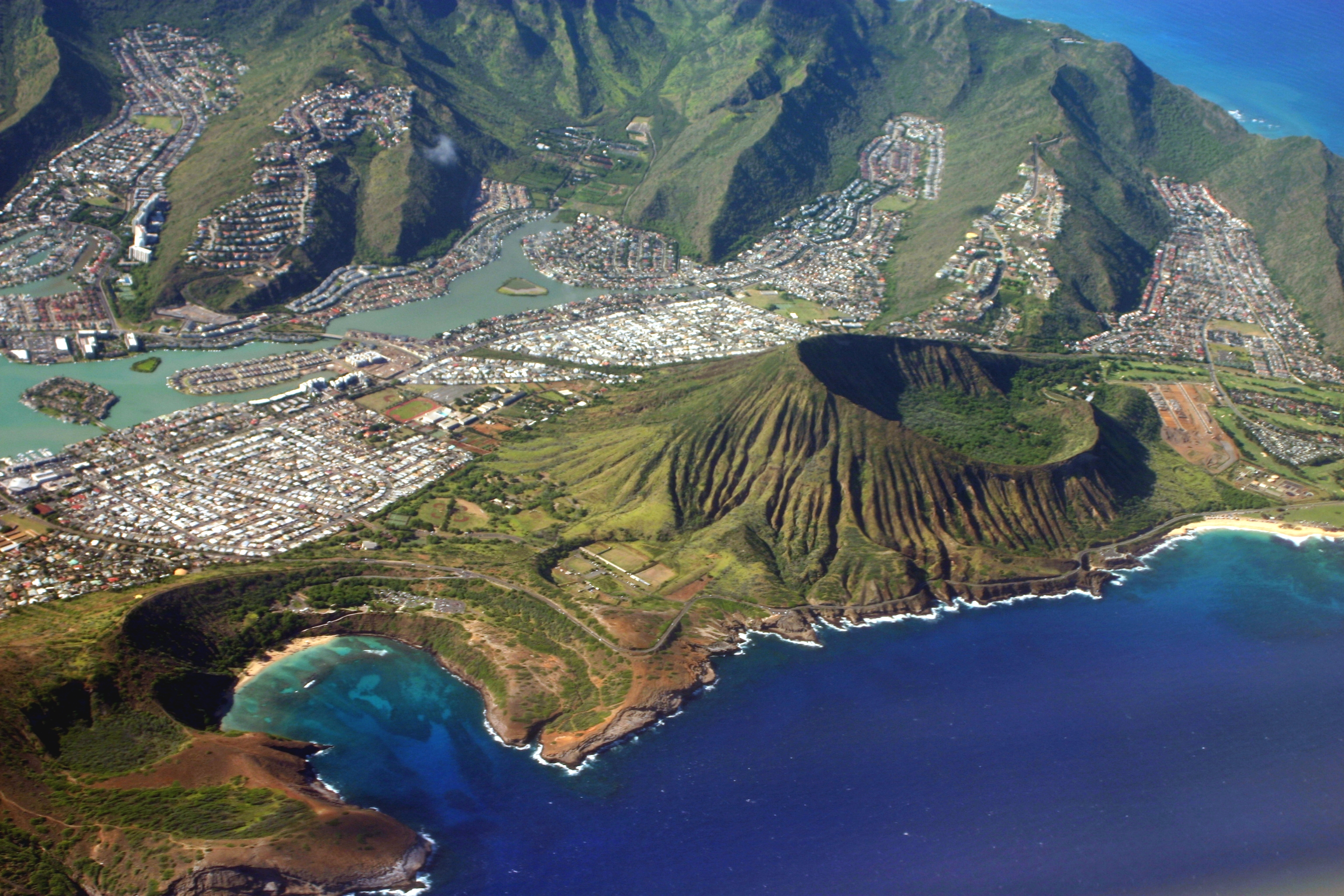
خلیج بزرگ اوهایو و یک خور به شکل دایره در ساحل آن

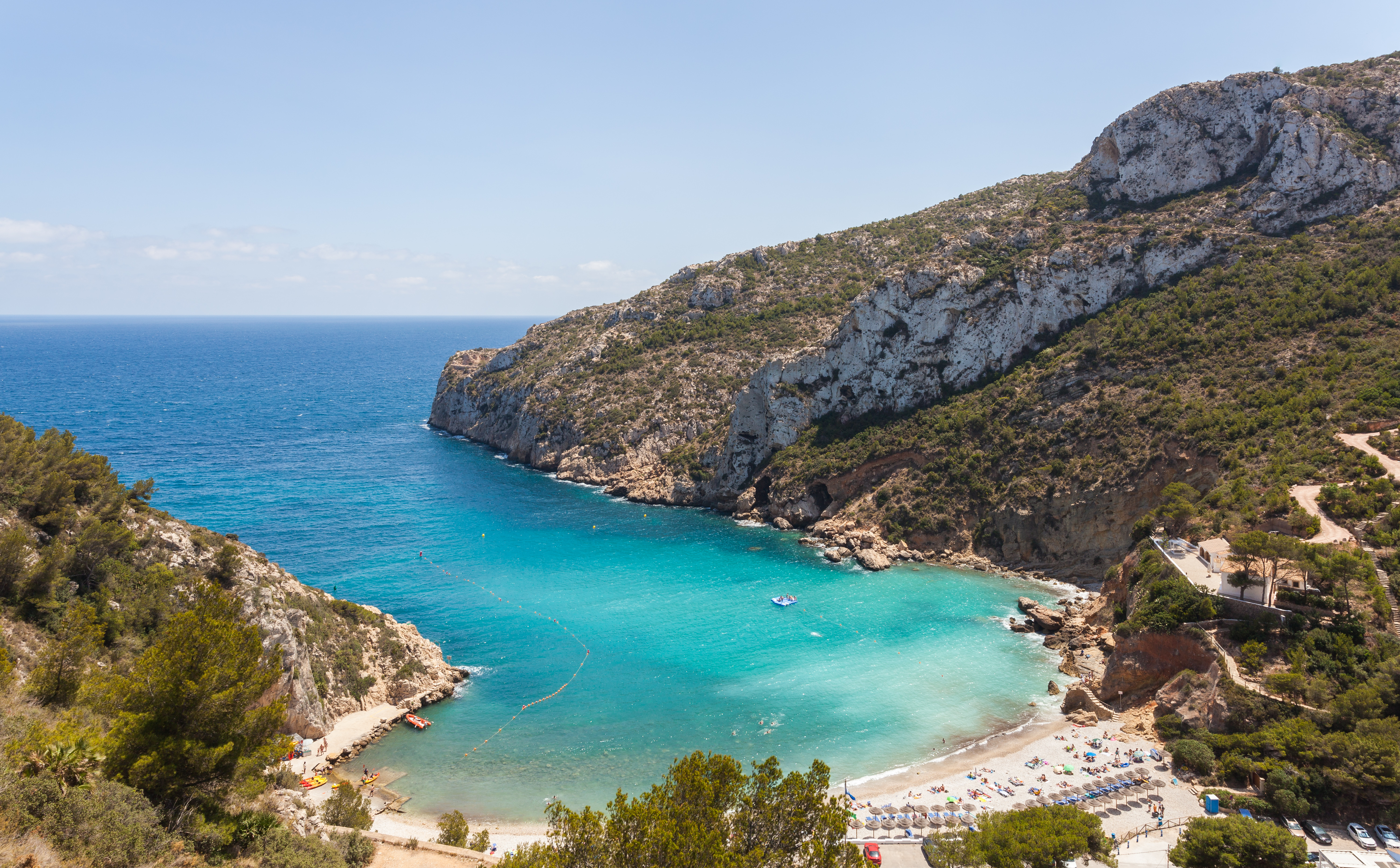
نگاره‌ای از یک خور طبیعی در کرانهٔ گرانادلا در خاوِآ، اسپانیا.

خور /xowr/ (به انگلیسی: Bay) به شاخه‌ای از دریا گفته می‌شود که به خشکی داخل شده باشد. خور محدودهٔ نیمه‌بسته‌ای از آب است و بنابراین در حقیقت خلیجی کوچک می‌باشد.
برخی خورها ورودی رود به دریا یند و در درون آنها، آب دریا به مقدار قابل توجهی توسط آب رودخانه یا آب شیرین رقیق می‌شود. این نوع خورها را در اصطلاح پای‌رود (به انگلیسی: Extuary) می‌نامند.
نام بعضی خورها:
- خور موسی در خوزستان
- خور خان در بوشهر
- خور باهو در سیستان و بلوچستان
- خور دبی